# Rosal de la Frontera
Rosal de la Frontera település Spanyolországban, Huelva tartományban. Rosal de la Frontera Aroche, Cabezas Rubias, Santa Bárbara de Casa, Moura és Serpa községekkel határos. Lakosainak száma 1671 fő (2024).

## Népesség
A település népessége az utóbbi években az alábbiak szerint változott:
| Lakosok száma | 1827 | 1807 | 1819 | 1879 | 1913 | 1775 | 1728 | 1697 | 1682 | 1671 |
|               | 2001 | 2004 | 2006 | 2009 | 2011 | 2014 | 2016 | 2019 | 2021 | 2024 |